# Rodrigo de Meneses
Rodrigo de Meneses foi um nobre do Reino de Portugal, comendador de Grândola (28 de Agosto de 1495), guarda-mor da rainha D. Leonor. Esteve presente nas festas que se fizeram em 23 de Dezembro de 1490, na cidade de Évora,para receber a Infanta D. Isabel de Aragão e Castela, apresentada para ser a mulher de D. Afonso, filho de D. João II.

## Relações familiares
Era filho de João de Meneses, senhor de Cantanhede, e de Leonor da Silva filha de Aires Gomes da Silva, senhor de Vagos e alcaide de Montemor.
Casou: 1º vez com D. Leonor Mascarenhas, filha de Martim Vaz de Mascarenhas, comendador de Aljustrel.
Tendo deste casamento havido os seguintes filhas:
- Joana de Meneses casada com Diogo de Noronha, comendador da Ordem de Cristo, filho de D. Pedro de Meneses, 1.º Marquês de Vila Real e da Marquesa D. Brites.
- Maria de Meneses casada com Antão de Almada, 3.º conde de Avranches

Casou a 2.º vez com Isabel de Sousa, filha de João Fernandes da Silveira, desembargador, 1.º barão de Alvito.
Tendo deste casamento havido dois filhos:
- Simão de Meneses, comendador de Grândola, Cancela,Alcoutim e Castro Marim da Ordem de Santiago.
- Fernão de Meneses, morto em 1514

Casou a 3º vez com Isabel de Macedo, moça da câmara da rainha D. Leonor, filha de João da Utra, capitão das naus da Ilha do Pico.
Teve:
- Vivente de Meneses, morto na Índia

Teve ainda dois bastardos:
- Tristão de Meneses
- Jorge de Meneses